# Venturi Paris

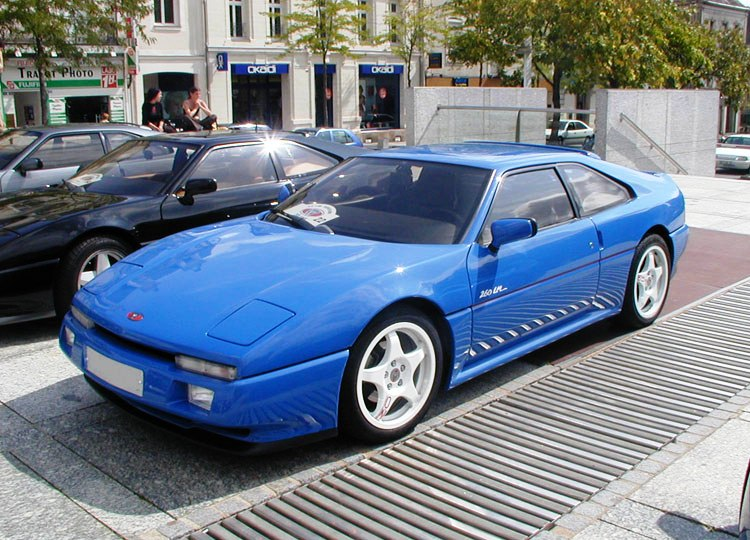
Venturi 260 LM

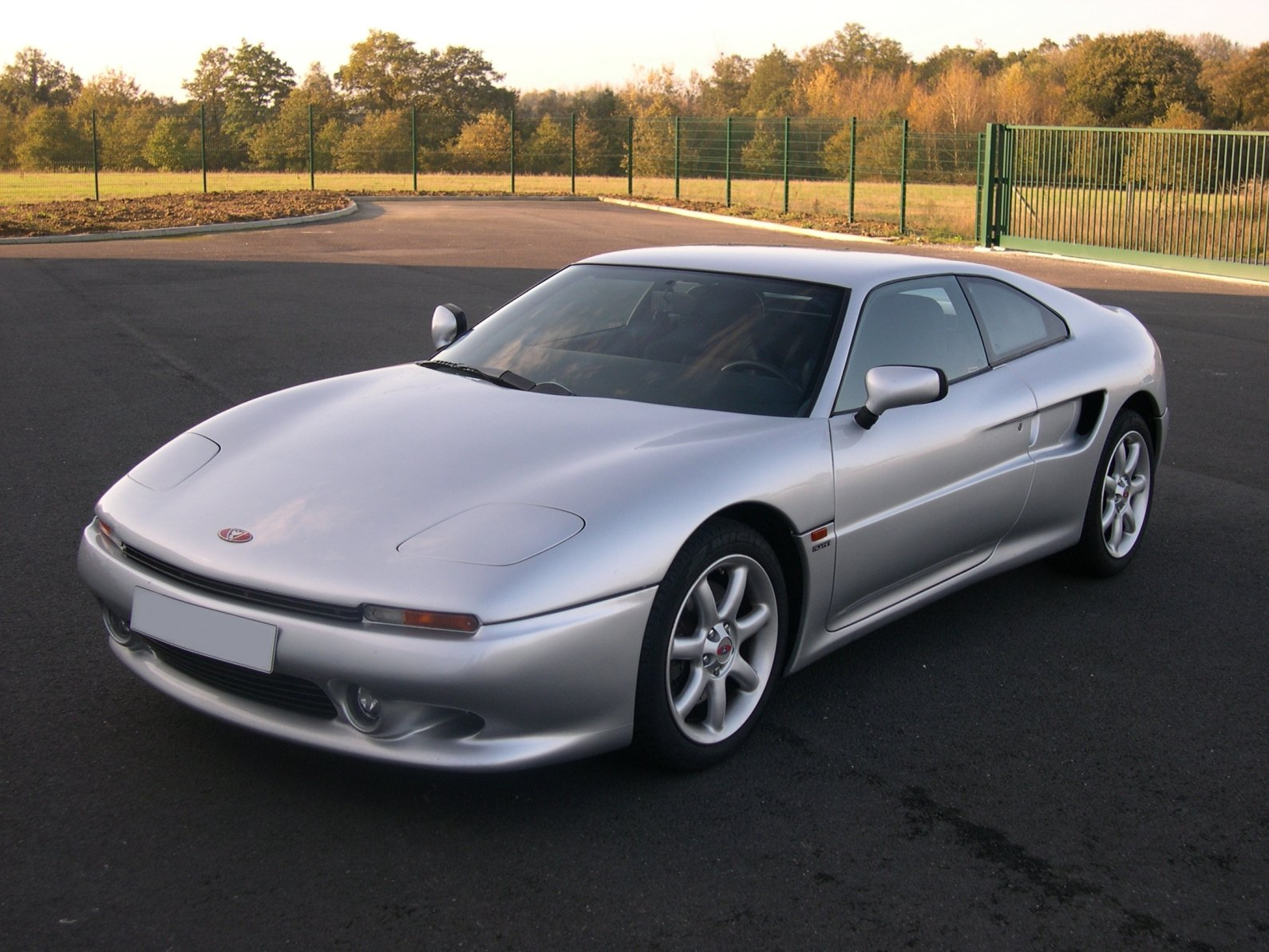
Venturi 300 Atlantique

Venturi Paris SA, zuvor Manufacture de Voitures de Sport und Venturi SA, war ein französischer Hersteller von Automobilen.

## Unternehmensgeschichte
Claude Poiraud, der vorher bei Alpine tätig war, und Gérard Godfroy, der als Designer für Peugeot arbeitete, gründeten 1984 in Cholet das Unternehmen Manufacture de Voitures de Sport und präsentierten im selben Jahr ihr erstes Modell. Es hatte die Markenbezeichnung MVS und den Modellnamen Venturi. 1986 folgte der nächste Entwurf, nun unter dem Markennamen Venturi. Im April 1987 begann die Serienproduktion. 1990 erfolgte der Umzug nach Couëron. Die Firma Keinath bot die Fahrzeuge ab 1992 für kurze Zeit in Deutschland an. 1994 übernahm ein Konsortium von französischen Industriellen und Bankleuten das Unternehmen und benannte die Firma in Venturi SA um. 1996 übernahm Seree Rakvit von der thailändischen Nakarin-Benz-Gruppe das Unternehmen, das nun als Venturi Paris SA firmierte. 1998 übernahm Auto Americas aus Australien. Zu der Zeit fiel die Mitarbeiterzahl von einem früheren Höchstwert von 150 auf 30. Im Februar 2000 ging das Unternehmen in Liquidation. Venturi Automobiles aus Monaco übernahm die Reste.

## Fahrzeuge
Das Unternehmen stellte ausschließlich zweisitzige Sportwagen mit Mittelmotor her. Neben Coupés entstanden auch Cabriolets. Venturi bezog den PRV-Motor, ein V6-Motor, und überarbeitete ihn.

### Modelle
- 1985–1996 Venturi Cabriolet, 200–260 PS
- 1993 Venturi Trophy, 400–500 PS, 160.000 DM (ca. 81.800 Euro)
- 1994–1999 Venturi 400 GT, 400–408 PS, 258.500 DM (ca. 132.170 Euro)
- 1995 Venturi 260 LM, 191 kW (260 PS), 144.000 DM (ca. 73.630 Euro)
- 1995–2001 Venturi 300 Atlantique, 207–228 kW (281–310 PS), 158.000 DM (ca. 80.780 Euro)

### Motoren
Europa-V6 als Sechszylinder-V-Motor mit folgenden Ausbaustufen:
- 2458 cm³ Hubraum, 147 kW (200 PS), 296 Nm
- 2849 cm³ Hubraum, 191 kW (260 PS), 405–440 Nm, Vmax: 270 km/h
- 2946 cm³ Hubraum, 207 kW (281 PS), 420 Nm, Vmax: 280 km/h
- 2975 cm³ Hubraum, 294–300 kW (400–408 PS), 520 Nm, Vmax: 285–295 km/h
- 2975 cm³ Hubraum, 228 kW (310 PS), 402 Nm
- Le-Mans-Version des Trophy mit 368 kW (500 PS), Vmax: 300 km/h

## Rennsport

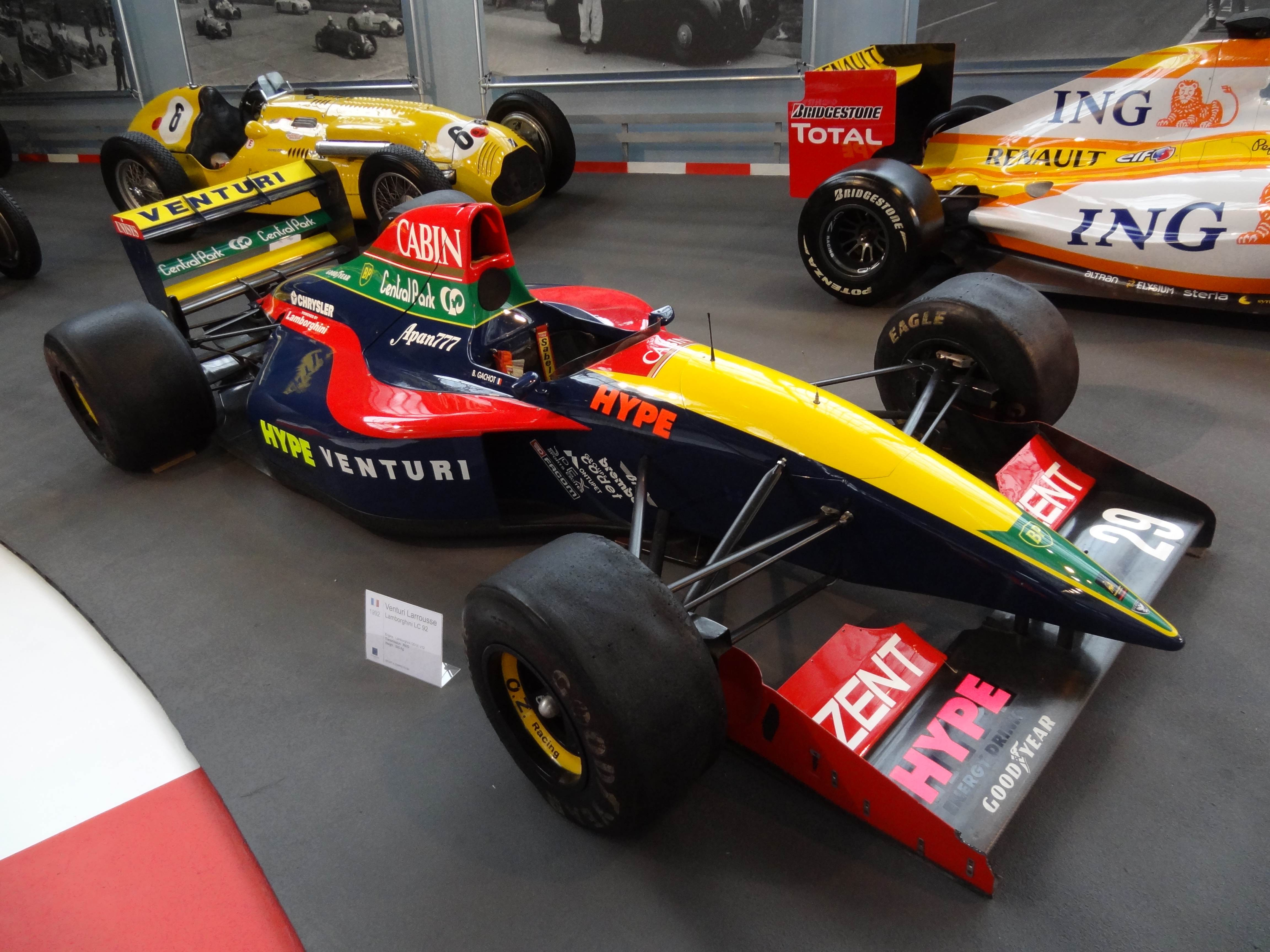
Venturi in der Formel 1: Der Venturi LC92 (Saison 1992)

Bei dem hauseigenen Venturi-Challenge-Cup kämpften etwa sechzig Fahrer um die Pasha-Gentlemen-Drivers-Trophy. 1994 gewann Venturi mit seinen 600-PS-Rennfahrzeugen die Europäische GT-Meisterschaft und setzte sich somit gegen die Konkurrenz von Porsche und Ferrari durch.
Venturi war von Herbst 1991 an ein Jahr lang Mehrheitseigner des französischen Formel-1-Teams Larrousse. Der Rennstall trat in der Formel-1-Saison 1992 unter der Bezeichnung Venturi Larrousse an; das vom Team eingesetzte Auto trug 1992 die Bezeichnung Venturi LC92. Tatsächlich nahm Venturi allerdings keinen Einfluss auf die Geschicke des Teams, das weiterhin von Gérard Larrousse geleitet wurde; auch an der Entwicklung des LC92 war Venturi nicht beteiligt. Das Engagement endete im August 1992, nachdem Venturi infolge wirtschaftlicher Schwierigkeiten seine Teamanteile an eine Investmentgruppe verkauft hatte.

## Produktionszahlen
Im Zeitraum von 1992 bis 1999 wurden insgesamt 264 Fahrzeuge in Handarbeit gefertigt.
- 1992: 75 Exemplare
- 1993: 24 Exemplare
- 1994: 26 Exemplare
- 1995: 41 Exemplare
- 1996: 28 Exemplare
- 1997: 35 Exemplare
- 1998: 25 Exemplare
- 1999: 10 Exemplare